# 클라우디아 바카리니
클라우디아 바카리니(이탈리아어: Claudia Baccarini, 1910년 10월 13일~2024년 12월 24일)는 이탈리아의 초백세인이다. 2023년 11월 17일 도메니카 에르콜라니가 사망 이후 이탈리아 최고령자가 되었다. 2024년 12월 24일 114세 나이로 세상을 떠났다.
| 이전 도메니카 에르콜라니 | 이탈리아 최고령자 2023년 11월 17일~2024년 12월 24일 | 이후 루시아 로라 상제니토 |